# 多米尼克·納格
多米尼克·納格（匈牙利語：Dominik Nagy；1995年5月8日—）是一位匈牙利足球運動員。在場上的位置是中場。他現在效力於匈牙利足球甲級聯賽球隊費倫斯華路士體育會。他也代表匈牙利國家足球隊參賽。